# Педагогічний патронаж
Педагогічний патронаж — форма науково-методичного супроводу, консультативної підтримки або професійного наставництва, що здійснюється з метою вдосконалення освітнього процесу, підвищення кваліфікації педагогічних працівників і впровадження інновацій у практику навчання.
Педагогічний патронаж передбачає адресну допомогу освітнім закладам, педагогам або управлінцям з боку науковців, методистів, викладачів закладів післядипломної освіти чи працівників установ НАПН України.

## Мета та завдання
Основна мета педагогічного патронажу — сприяння професійному розвитку педагогів і забезпечення якості освіти. До основних завдань належать:
- формування індивідуальної освітньої траєкторії для педагогів;
- впровадження сучасних освітніх технологій;
- адаптація педагогів до змін в освіті (реформи, цифровізація, інклюзія тощо);
- підтримка в реалізації інноваційних освітніх проєктів[1].

## Форми реалізації
Педагогічний патронаж може реалізовуватись у різних формах:
- наставництво молодих педагогів;
- виїзні або дистанційні консультації;
- педагогічні майстерні;
- тренінги й вебінари;
- супровід експериментальної чи інноваційної діяльності;
- мережеві проєкти між освітніми установами.

## Суб'єкти патронажу
Суб’єктами педагогічного патронажу можуть бути:
- науково-дослідні інститути (наприклад, Інститут педагогічної освіти і освіти дорослих імені Івана Зязюна НАПН України);
- обласні інститути післядипломної педагогічної освіти;
- центри професійного розвитку педагогічних працівників;
- досвідчені педагоги-наставники.

## Практичне застосування
У практиці освіти України педагогічний патронаж активно використовується у:
- супроводі педагогів у контексті НУШ;
- наданні підтримки педагогам у громаді (особливо в умовах децентралізації);
- роботі з тимчасово переміщеними вчителями або закладами освіти;
- забезпеченні якості безперервної педагогічної освіти.